# Слитмьют (Аляска)
Слитмьют (англ. Sleetmute, центр. юпик Cellitemiut) — статистически обособленная местность, которая находится в зоне переписи Бетел, штат Аляска, Соединённые Штаты Америки. На переписи 2010 года население составляло 86 человек.

## Климат и география
Слитмьют расположен на восточном берегу реки Кускоквим, в 1,5 милях к северу от его перекрестка с рекой Холитна. Он находится в 79 милях к востоку от Аниака, в 166 милях к северо-востоку от Бетеля и в 243 милях к западу от Анкориджа.
По данным Бюро переписи населения США, CDP имеет общую площадь 105,3 квадратных миль (273 км2), из которых 99,5 квадратных миль (258 км2) — это земля и 5,8 квадратных миль (15 км²) от неё (5,49 %) Представляет собой воду.

## Демография
По состоянию на перепись 2000 года в CDP насчитывалось 100 человек, 33 домашних хозяйства и 25 семей. Плотность населения составляла 1,0 человек на квадратную милю (0,4 / км2). Было 51 единиц жилья при средней плотности 0,5 / кв. Миль (0,2 / км2). Расовый состав CDP составлял 11,00 % белых и 89,00 % коренных американцев.
Было 33 домашних хозяйства, из которых 33,3 % имели детей в возрасте до 18 лет, проживающих с ними, 45,5 % были женатыми парами, живущими вместе, у 21,2 % была мать-одиночка без присутствующего мужа, а 24,2 % не имели семьи. 24,2 % всех домохозяйств состоят из отдельных лиц, а 9,1 % из них кто-то одиноких людей в возрасте 65 лет и старше. Средний размер домохозяйства составил 3,03, а средний размер семьи составлял 3,56.
В CDP население было распространено по следующим возрастным категориям с 33,0 % в возрасте до 18 лет, 8,0 % с 18 до 24 лет, 17,0 % с 25 до 44, 29,0 % с 45 до 64 и 13,0 % в возрасте 65 лет и старше. Медианный возраст составлял 37 лет. На каждые 100 женщин приходилось 138,1 мужчин. На каждые 100 женщин в возрасте 18 лет и старше приходилось 109,4 мужчин.
Средний доход для домашнего хозяйства в CDP составлял 15 000 долларов США, а средний доход для семьи составлял 20 417 долларов. У мужчин средний доход составил 6 250 долларов США, в то время как средний доход у женщин составлял 0 долларов США. Доход на душу населения для CDP составлял 8 150 долларов США. Было 47,4 % семей и 57,7 % населения, живущего за чертой бедности, в том числе 78,6 % из них в возрасте до восемнадцати лет и 25,0 % из них старше 64 лет.